# BUMP OF CHICKEN TOUR 2019 aurora ark TOKYO DOME
『BUMP OF CHICKEN TOUR 2019 aurora ark TOKYO DOME』（バンプオブチキン ツアー 2019 オーロラアーク とうきょうドーム）は、BUMP OF CHICKENのライブ映像作品。2020年11月4日にトイズファクトリーより発売された。

## 概要
BUMP OF CHICKENは、2019年7月10日リリースのアルバム『aurora arc』を引っさげ、同年7月12日より全国で18公演を行うツアー「BUMP OF CHICKEN TOUR 2019 aurora ark」をスタートさせた。ツアーでは、全国3ヶ所のドーム（ベルーナドーム、京セラドーム大阪、バンテリンドーム ナゴヤ）と、5ヶ所のライブハウスを回ったのち、11月3日・11月4日に約5年ぶりとなる東京ドーム公演を行って終幕した。本作には、11月4日の東京ドーム公演の模様が全編収録されるほか、11月3日の公演より6曲の映像が追加収録され、さらには14曲の音源を収めたCDが付属する。なお、初回限定盤には10月1日・10月2日のZepp Osaka Bayside公演の映像も収録される。また、同時発売のシングル『アカシア/Gravity』の初回限定盤（「Gravity盤」）付属DVDに、Zepp Osaka Bayside公演より5曲（本作初回盤には収録されていない楽曲）の映像が収録されている。
本作のディレクターは林響太朗が担当している。
なお、本作発売日にはNetflixにて本編映像の配信が開始された。バンドとしては、ライブ作品の映像を発売と同時に映像配信サービスで公開するのは初めてのことである。
本作の初回限定盤は、数量限定で先着予約制での販売となったが、受付開始時から予約が殺到し、短時間で受付終了となる店舗が続出したため、受注予約制による追加生産を行うこととなった。なお、追加生産分については2020年12月以降の配送となる。
リリース2ヶ月前の2020年9月10日に「Aurora」の映像が、9月14日には「虹を待つ人」の映像がYouTubeにて公開された。

### ツアー日程
| 日程     | 会場                              |
| -------- | --------------------------------- |
| 7月12日  | ベルーナドーム（埼玉県）          |
| 7月13日  | ベルーナドーム（埼玉県）          |
| 7月23日  | Zepp Fukuoka（福岡県）            |
| 7月24日  | Zepp Fukuoka（福岡県）            |
| 7月31日  | SENDAI GIGS（宮城県）             |
| 8月1日   | SENDAI GIGS（宮城県）             |
| 8月20日  | STUDIO COAST（東京都）            |
| 8月21日  | STUDIO COAST（東京都）            |
| 9月11日  | 京セラドーム大阪（大阪府）        |
| 9月12日  | 京セラドーム大阪（大阪府）        |
| 9月21日  | バンテリンドーム ナゴヤ（愛知県） |
| 9月22日  | バンテリンドーム ナゴヤ（愛知県） |
| 10月1日  | Zepp Osaka Bayside（大阪府）      |
| 10月2日  | Zepp Osaka Bayside（大阪府）      |
| 10月15日 | Zepp Sapporo（北海道）            |
| 10月16日 | Zepp Sapporo（北海道）            |
| 11月3日  | 東京ドーム（東京都）              |
| 11月4日  | 東京ドーム（東京都）              |

## 収録曲

### 本編
1. aurora arc
2. Aurora
リリース約2ヶ月前の2020年9月10日に映像が公開された。
3. 虹を待つ人
4. 天体観測
5. シリウス
6. 車輪の唄
7. Butterfly
2016年のツアー「BFLY」と同様、ロングバージョンでの演奏となった。
8. 記念撮影
日清食品「カップヌードル」のCMソングとして起用されていたことから、スクリーンに同CMの「ONE PIECE」編とのコラボ映像が投影された。
9. 話がしたいよ
10. 真っ赤な空を見ただろうか
サブステージでの演奏。
11. リボン
サブステージでの演奏。
メインステージまでの移動の間に「aurora arc」がイントロとして流れる。
12. 望遠のマーチ
13. GO
イントロで藤原が『メロディーフラッグ』の一節を歌っている。
14. Spica
15. ray
16. 新世界
スクリーンにミュージック・ビデオが投影された。
17. supernova
18. 流れ星の正体
19. バイバイサンキュー
アンコール1曲目。
20. ガラスのブルース
アンコール2曲目。
21. スノースマイル
ダブルアンコール1曲目。急遽演奏された。
22. 花の名
ダブルアンコール2曲目。急遽演奏された。

### ボーナス映像
東京ドーム公演1日目（2019年11月3日）の映像。
1. 月虹
2. プラネタリウム
3. ダイヤモンド
演奏開始後、藤原が演奏を止めてMCを行い、再び演奏するというハプニングがあった。
4. アリア
イントロで藤原が武田鉄矢『少年期』の一節を歌っている。
5. 同じドアをくぐれたら
6. メーデー

### ライブアルバム
本作同梱CDに収録。なお、2022年3月25日には空間オーディオ仕様のリミックス版がApple Music限定でリリースされた。
1. aurora arc
2. Aurora
3. 虹を待つ人
4. 天体観測
5. 記念撮影
6. 話がしたいよ
7. 真っ赤な空を見ただろうか
8. リボン
9. 望遠のマーチ
10. GO
11. ray
12. 新世界
13. 流れ星の正体
14. バイバイサンキュー

### 初回限定盤
2019年10月1日・2日のZepp Osaka Bayside公演の映像を収録。詳細は後述の#パッケージの節を参照。

## パッケージ
本作の通常盤は、三方背・デジパック仕様となるほか、フォトブックおよび歌詞ブックが封入される。また、初回限定盤は、通常盤の内容に加えて2019年10月1日・2日のZepp Osaka Bayside公演より12曲の映像が特典として収録されるほか、フォトTシャツやラゲージタグが付属し、さらにはボックス仕様となる。
| 形態                  | 規格品番   | 内容                   |
| --------------------- | ---------- | ---------------------- |
| 初回限定盤（Blu-ray） | TFXQ-78188 | BD（2枚組）+CD+グッズ  |
| 初回限定盤（DVD）     | TFBQ-18232 | DVD（3枚組）+CD+グッズ |
| 通常盤（Blu-ray）     | TFXQ-78189 | BD+CD                  |
| 通常盤（DVD）         | TFBQ-18233 | DVD（2枚組）+CD        |

| #   | タイトル         | 作詞 | 作曲・編曲 |
| --- | ---------------- | ---- | ---------- |
| 1.  | 「aurora arc」   |      |            |
| 2.  | 「Aurora」       |      |            |
| 3.  | 「虹を待つ人」   |      |            |
| 4.  | 「天体観測」     |      |            |
| 5.  | 「記念撮影」     |      |            |
| 6.  | 「話がしたいよ」 |      |            |
| 7.  | 「望遠のマーチ」 |      |            |
| 8.  | 「ray」          |      |            |
| 9.  | 「新世界」       |      |            |
| 10. | 「supernova」    |      |            |
| 11. | 「流れ星の正体」 |      |            |
| 12. | 「ランプ」       |      |            |

## テレビ放送
2020年10月31日、11月14日、11月15日にはスペースシャワーTVにてインタビュー映像やミュージック・ビデオ特集、ライブ映像を含む特別番組が放送された。
特に11月14日、15日の放送では、本作に収録された映像を中心にツアー「aurora ark」の映像が放送された。
なお、10月31日には2018年リリースのライブ映像作品『BUMP OF CHICKEN TOUR 2017-2018 PATHFINDER SAITAMA SUPER ARENA』の映像がノーカットで放送された（同年5月に放送された番組のアンコール放送）ほか、11月14日にはアルバム『aurora arc』リリース時に放送されたインタビュー・対談番組もアンコール放送された。

### LIVE SPECIAL「BUMP OF CHICKEN TOUR 2019 aurora ark」 -ライブハウス編-
ツアー「aurora ark」より、2019年10月1日、2日のZepp Osaka Bayside公演の映像を放送。初回放送は2020年11月14日21:00 - 22:00。スペースシャワーTV独占映像となった「オンリー ロンリー グローリー」「かさぶたぶたぶ」以外の楽曲は、本作初回盤に収録されているものである。
| #   | タイトル                                   | 作詞 | 作曲・編曲 |
| --- | ------------------------------------------ | ---- | ---------- |
| 1.  | 「aurora arc」                             |      |            |
| 2.  | 「Aurora」                                 |      |            |
| 3.  | 「虹を待つ人」                             |      |            |
| 4.  | 「天体観測」                               |      |            |
| 5.  | 「記念撮影」                               |      |            |
| 6.  | 「オンリー ロンリー グローリー」(独占映像) |      |            |
| 7.  | 「望遠のマーチ」                           |      |            |
| 8.  | 「新世界」                                 |      |            |
| 9.  | 「supernova」                              |      |            |
| 10. | 「流れ星の正体」                           |      |            |
| 11. | 「かさぶたぶたぶ」(独占映像)               |      |            |
| 12. | 「ランプ」                                 |      |            |

### LIVE SPECIAL「BUMP OF CHICKEN TOUR 2019 aurora ark」 -ドーム編-
ツアー「aurora ark」より、2019年11月4日の東京ドーム公演の映像を放送。初回放送は2020年11月15日19:00 - 20:00。放送されたすべての曲が本作の本編に収録されている。
| #   | タイトル                     | 作詞 | 作曲・編曲 |
| --- | ---------------------------- | ---- | ---------- |
| 1.  | 「aurora arc」               |      |            |
| 2.  | 「Aurora」                   |      |            |
| 3.  | 「虹を待つ人」               |      |            |
| 4.  | 「Butterfly」                |      |            |
| 5.  | 「話がしたいよ」             |      |            |
| 6.  | 「真っ赤な空を見ただろうか」 |      |            |
| 7.  | 「リボン」                   |      |            |
| 8.  | 「GO」                       |      |            |
| 9.  | 「ray」                      |      |            |
| 10. | 「新世界」                   |      |            |
| 11. | 「流れ星の正体」             |      |            |